# لیندنبرگ ایم آلگوی
شهر لیندنبرگ ایم آلگوی (به آلمانی: Lindenberg im Allgäu) در ایالت بایرن در کشور آلمان واقع شده‌است.